# Thyene rubricoronata
Thyene rubricoronata là một loài nhện trong họ Salticidae.
Loài này thuộc chi Thyene. Thyene rubricoronata được Embrik Strand miêu tả năm 1911.